# Rhizopsammia pulchra
Espèce
Statut CITES
Rhizopsammia pulchra est une espèce de coraux appartenant à la famille des Dendrophylliidae.